# Dimitris Basis
Dimitris Basis (griechisch Δημήτρης Μπάσης, eigentlich Δημήτριος Μπίμπασης Dimitrios Bibasis; * 4. April 1970 in Stuttgart) ist ein griechischer Sänger, der auf traditionelle griechische Musik, die Laïki Mousiki, spezialisiert ist.

## Leben und Karriere
Dimitris Basis wurde als Dimitrios Bibasis in Deutschland geboren, wo seine Eltern arbeiteten. Als er acht Jahre alt war, zogen sie zurück nach Griechenland und ließen sich in Cherso Kilkis (in der Provinz Kilkis) nieder. In seinem Elternhaus hörte er nach eigenen Angaben häufig griechische Musik. Schon mit neun Jahren sang er in der orthodoxen Dorfkirche seines Wohnorts während des Gottesdienstes als Psaltis (ψάλτης). Ab seinem zwölften Lebensjahr nahm er Unterricht in byzantinischer Musik, den er mit siebzehn Jahren mit dem Diplom abschloss. Parallel dazu sang er als Amateur bei verschiedenen kulturellen Veranstaltungen.
Am Anfang seiner Karriere als professioneller Sänger wurde er von Stamatis Kraounakis entdeckt und kurz darauf unterschrieb er einen Vertrag mit der Schallplattenfirma Warner. Anschließend arbeitete er mit Alkistis Protopsalti zusammen. Seine erste Single Wenn meine Freunde kommen nahm er 1995 mit Kraounakis auf, es folgte der Soundtrack der erfolgreichen Fernsehserie Der dritte Kranz. 1998 erschien sein erstes eigenes Album Mit der Kraft des Windes. Großen Erfolg erlebte er 1997 mit dem von Bouzouki-Virtuosen Christos Nikolopoulos geschriebenen Lied Herzflüstern (Ψίθυροι Καρδιάς Psithyri Kardias), den Soundtrack einer Fernsehserie, der sich über 120.000-mal verkaufte.
Nach Grigoris Bithikotsis war er der zweite Sänger, der das Werk Das Lied des toten Bruders (Το Τραγούδι του νεκρού αδελφού To Tragoudi tou nekrou adelphou) von Mikis Theodorakis 2002 sang und aufnahm. Theodorakis charakterisierte Basis’ Stimme als genau passend für sein Werk. 2007 trat Dimitris Basis in der Alten Oper in Frankfurt auf und trug Theodorakis’ Werk Axion Esti (Άξιον Εστί) vor.
Basis kann auf die Zusammenarbeit mit zahlreichen griechischen Interpreten seiner Musikrichtung zurückblicken. Auf Konzerten trat er mit Haris Alexiou, Maria Farandouri, Dimitris Mitropanos, Giannis Kotsiras, Dimitra Galani, Lavrentis Machairitsas, Glykeria, Melina Aslanidou, Miltos Paschalidis, Thanos Mikroutsikos, Giota Nega und Giorgos Dalaras auf, die auch an einigen seiner Alben beteiligt sind. Er selbst zählt die Zusammenarbeit mit Theodorakis und Mitropanos zu den wichtigsten seiner Karriere. Seine Konzerte führten ihn unter anderem nach Zypern, Australien, Israel, Schweden, Deutschland, England und in die USA.
Über ihn schrieb Stelios Papagrigoriou für CNN Greece, er sei ein Sänger, der mit seinen bei dem griechischen Publikum äußert beliebten Liedern einen unauslöschlichen Stempel hinterlasse. Tasos Andrikopoulos ergänzte auf Eleftheria Online, dass er ein großer Künstler sei, der es vermochte, sich in der Kunstszene durch sein Talent und sein Ethos zu profilieren.
Dimitris Basis ist Vater von zwei Kindern.

## Diskografie

### Alben (Auswahl)
- 1995: Όταν έρχονται οι φίλοι μου (Wenn meine Freunde kommen; Single)
- 1995: Το Τρίτο Στεφάνι (Der dritte Kranz; Single)
- 1997: Με τη φόρα του Ανέμου (Mit der Kraft des Windes)
- 1997: Ψίθυροι Καρδιάς (Herzflüstern)
- 1998: Σε Ανοιχτούς Ουρανούς (In offene Himmel)
- 2000: Μιλάω Χρόνια (Ich spreche jahrelang)
- 2001: Το τραγούδι του νεκρού αδελφού (Das Lied des toten Bruders; mit Mikis Theodorakis, Nena Venetsanou, Giannis Bezos)
- 2001: Η Αγάπη είναι φωτιά (Die Liebe ist Feuer)
- 2003: Δημήτρης Μπάσης (Dimitris Basis)
- 2004: Δύσκολη Καρδιά (Schwieriges Herz)
- 2007: Η ζωή αλλού σε πάει (Das Leben führt dich woanders hin)
- 2008: Από το Βυζάντιο στο Σήμερα (Von der byzantischen Zeit bis heute)
- 2010: Δημήτρης Μπάσης Live (Dimitris Basis Live)
- 2011: Η Συννεφιά περνάει με παρέα (Die Wolken verschwinden durch Freunde)
- 2018: Τι τα θέλεις (Was willst du damit?)

### Singles (Auswahl)
- 2002: Psithyri Kardias (mit Vangelis Kalaras and Yiannis Paxevanis)
- 2003: I Zoi
- 2005: Geia Sou Loipon
- 2005: Apopse Thelo Na Pio
- 2005: Sinnefiasmeni Kyriaki (mit Themis Adamantidis & Dimitris Mitropanos)
- 2005: Ta Matoklada Sou Lampoun (mit Themis Adamantidis & Dimitris Mitropanos)
- 2005: Erotiko (mit Themis Adamantidis & Dimitris Mitropanos)
- 2008: Psithyri Kardias
- 2017: Agapithikame (mit Göknur)
- 2019: Ena Lepto (mit Christos Mastoras)
- 2021: Kathe Mera (mit Nicos Terzis)
- 2022: T’ Anikita (mit Nicos Terzis & Thanassis Vassilopoulos)